# Дубенецкене-Калпокене, Ольга Ивановна
Ольга Ивановна (Шведайте) Дубенецкене-Калпокене (1891, Санкт-Петербург — 1967, Каунас) — русская и советская артистка, балетмейстер, художница, педагог.

## Биография
Родилась в 1891 году в Санкт-Петербурге. Посещала художественные студии Л. Дмитриева-Кавказского и Б.И. Анисфельда, а также петербургскую Академию художеств (класс Ф. Рубо). Обучалась танцам под руководством О. И. Преображенской, И. И. и А. И. Чекрыгиных и т. д.
В 1912 году дебютировала на сцене Дома интермедии в Санкт-Петербурге.
В 1919 году начала работать в Литве, где создала первую частную студию балета (1921). С 1922 по 1925 год — постановщица танцев оперных представлений в Каунасском театре.
Выполнила эскизы костюмов и декораций к драматическим и оперным спектаклям, опереттам, балетам: «Шехеразада» (1937), «Бахчисарайский фонтан» (1938) и «Кавказский пленник» (1939).
В числе её воспитанниц была М. Юозапайтите.